# 6443 Harpalion
6443 Harpalion este o planetă minoră (asteroid) din Asteroid troian al lui Jupiter. A fost descoperită pe 14 septembrie 1988 la Observatorio de Cerro Tololo⁠(d) de Schelte J. Bus și a fost numită după Harpalion⁠(d). 
Obiectul prezintă o orbită caracterizată de o semiaxă mare de 5,2453367 UAi, o excentricitate de 0,13, o înclinație de 9,49766 ° în raport cu ecliptica.